# Timo Vornanen
Pour les articles homonymes, voir Timo et Vornanen.
Timo Mikael Vornanen (né le 30 juillet 1969 à Joensuu) est un homme politique finlandais,,.

## Biographie
Timo Vornanen a vécu à Joensuu dans les quartiers d'Utra et de Rantakylä.
Il a effectué son service militaire à Kontiolahti.
Timo Vornanen est policier de profession.

## Carrière politique
Timo Vornanen est conseiller municipal de Joensuu.
Timo Vornanen était conseiller de la région de bien-être de Carélie du Nord, président du comité de sécurité et de préparation du conseil régional et membre du comité de structure urbaine de Joensuu, mais il a renoncé à ces postes à l'automne 2023 en raison des travaux parlementaires.
Aux élections législatives finlandaises de 2023, Timo Vornanen est élu député du parti des Finlandais avec 6 474 voix.
Timo Vornanen est membre de la commission des finances, de la commission de contrôle du renseignement et membre adjoint de la commission d'administration.
Il appartient à la division de l'administration et de la sécurité ainsi qu'à la division du travail et des affaires économiques de la commission des finances.
Il est en outre membre du conseil de surveillance d'Yleisradio et membre adjoint de la délégation finlandaise du Conseil nordique.